# Athomalus sumatranus
Athomalus sumatranus är en skalbaggsart som beskrevs av Miłosz A. Mazur 1993. Athomalus sumatranus ingår i släktet Athomalus och familjen stumpbaggar. Inga underarter finns listade i Catalogue of Life.